# Duncan Laurence
Duncan de Moor, uměleckým jménem Duncan Laurence (* 11. dubna 1994 Spijkenisse, Nizozemsko), je nizozemský zpěvák. S písní Arcade reprezentoval Nizozemsko na Eurovision Song Contest 2019 v izraelském Tel Avivu, ve finále se ziskem 492 bodů zvítězil.

## Biografie
Narodil se 11. dubna 1994 v nizozemském městě Spijkenissea vyrůstal v malém městě Hellevoetsluis. V roce 2014 se poprvé objevil na veřejnosti, když se zúčastnil televizní show "The Voice of Holland". Jeho koučkou se stala Ilse DeLange a dostal se až do semifinále. V roce 2017 ukončil vzdělání na Rock Academy v Tilburgu, kde hrál v řadě školních kapel. Stal se skladatelem, zpěvákem a hudebním producentem. Mnoho zkušenosti získal i v Londýně a Stockholmu, kde psal písně.

### Eurovision Song Contest 2019
Společnost AVROTROS oznámila 21. ledna 2019, že bude reprezentovat Nizozemsko na Eurovision Song Contest 2019 v izraelském Tel Avivu. Jeho anglická píseň Arcade byl představena 7. března 2019. Podle informací sázkových kanceláří měla píseň krátce po představení největší šance na výhru. Ve finále porazil favorita Mahmooda z Itálie a stal se tak vítězem 64. ročníku soutěže.

## Osobní život
V říjnu 2018 uvedl v popise u fotky na jeho osobním profilu na Instagramu: „Pro mě láska nemá žádné limity a zejména ne v pohlaví. Před pár lety jsem provedl svůj bisexuální coming out. Bylo to to nejlepší, co jsem v životě udělal.“ Na tiskové konferenci krátce před finále Eurovize Laurence potvrdil svou sexualitu: „Jsem více než jen umělec, jsem člověk, jsem živá bytost, jsem bisexuál, jsem hudebník, stojím za věcí. A jsem hrdý, že mám šanci ukázat, co jsem, kdo jsem."